# Mondharmonica

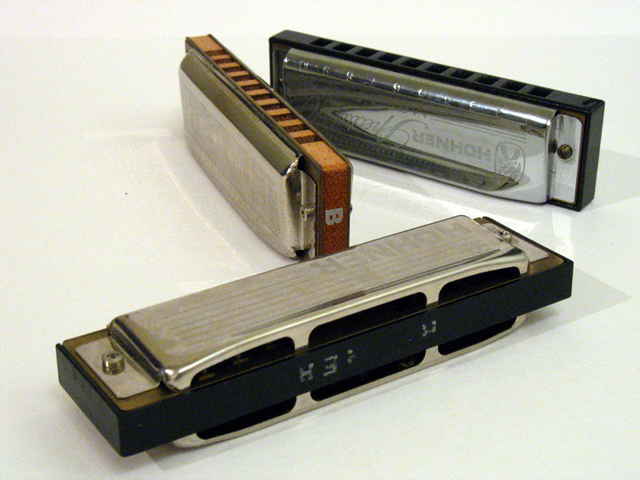
Mondharmonica's

Een mondharmonica is een blaasinstrument (aerofoon) dat qua toonvorming sterk verwant is aan de trekzak. Het werd door Christian Friedrich Buschmann in 1821 ontworpen. In plaats van met een balg wordt lucht met de mond door de openingen geblazen of gezogen. De luchtstroom brengt een doorslaande tong in trilling die een toon ten gehore brengt. De mondharmonica is doorgaans wisseltonig; blazen en zuigen levert een verschillende toon.
De eenvoudigste mondharmonica's zijn diatonisch: deze mondharmonica's bevatten louter tonen uit één bepaalde majeur- of mineurtoonladder.

## Systemen

### Tremolo (diatonisch)
Een tremolomondharmonica heeft twee rijen gaatjes. Beide rijen geven dezelfde toonhoogte, maar met een miniem verschil waardoor een zweving (of tremolo, variatie in geluidssterkte) ontstaat. De bespeler kan het onderste gaatje met de tong afsluiten als hij de zweving wil onderdrukken.
In onderstaande tabel moet er geblazen worden in de gaatjes met een grijze achtergrond en gezogen uit de gaatjes met een gele achtergrond. Hierdoor zijn akkoorden mogelijk. Blaast de bespeler in C-D-E-F-G, dan klinken de C, E en G, terwijl de tussengelegen D en F niet klinken. De mogelijke akkoorden zijn in onderstaande tabel getoond.
In het onderste octaaf ontbreken de 1F en de 1A, terwijl 1G verdubbeld is. Dit octaaf wordt voor begeleidingsakkoorden gebruikt. De andere twee octaven zijn compleet en geschikt voor melodiespel. Wel moet worden opgemerkt dat de tonen in het derde octaaf verwisseld zijn.
| bovenste rij | 1C | 1D | 1E | 1G | 1G | 1B   | C    | D    | E    | F       | G       | A       | c       | B           | e           | d           | g           | f           | c'  | a   |
| onderste rij | 1C | 1D | 1E | 1G | 1G | 1B   | C    | D    | E    | F       | G       | A       | c       | B           | e           | d           | g           | f           | c'  | a   |
|              |    |    |    |    |    |      |      |      |      |         |         |         |         |             |             |             |             |             |     |     |
|              | C  | C  | C  | C  | C  | Bdim | Bdim | Bdim | Bdim | Bdim    | C       | C       | C       | C           | C           | Dm          | Dm          | Dm          | Dm  | Dm  |
|              |    | G  | G  | G  | G  | G    | C    | C    | C    | C       | C       | Bm7(b5) | Bm7(b5) | Bm7(b5)     | Bm7(b5)     | Bm7(b5)     | Bm7(b5)     | Bm7(b5)     |     |     |
|              |    |    | C  | C  | C  | C    | C    | Dm   | Dm   | Dm      | Dm      | Dm      | C       | C           | C           | C           | C           | (F)         | (F) | (F) |
|              |    |    |    | G  | G  | G    | G    | G    | C    | C       | C       | C       | C       | Bdim / (G7) | Bdim / (G7) | Bdim / (G7) | Bdim / (G7) | Bdim / (G7) |     |     |
|              |    |    |    |    | C  | C    | C    | C    | C    | Bm7(b5) | Bm7(b5) | Bm7(b5) | Bm7(b5) | Bm7(b5)     | Bm7(b5)     | Bm7(b5)     |             |             |     |     |

### Richter (diatonisch)
Haalt men bij een tremolomondharmonica de tussenschotjes tussen elk viertal gaatjes weg, dan ontstaat een richtermondharmonica. Bij het systeem Richter is er bovendien geen tremolo. Elk gaatje kan twee tonen genereren, door blazen of zuigen. De mogelijkheden om akkoorden te spelen zijn dezelfde als bij tremolo.
| blazen | 1C | 1E | 1G | C | E | G | c | e | g | c' |
| zuigen | 1D | 1G | 1B | D | F | A | B | d | f | a  |

### Richter (chromatisch)
Een chromatische mondharmonica is een verbetering van de diatonische richtermondharmonica. Er zijn nu drie of vier volledige octaven, die bovendien identiek zijn ingedeeld. De C is steeds verdubbeld. Door een schuif in te drukken, wordt de hele mondharmonica een halve toon hoger, zodat er chromatisch gespeeld kan worden. De gegenereerde akkoorden passen echter meestal niet bij de toonsoort waarin wordt gespeeld, zodat men meestal met ingedrukte schuif maar een toon tegelijk speelt.
| blazen zonder schuif | 1C   | 1E   | 1G   | C   | C   | E   | G   | c   | c   | e   | g   | c'   | c'   | e'   | g'   | c"   |
| zuigen zonder schuif | 1D   | 1F   | 1A   | 1B  | D   | F   | A   | B   | d   | f   | a   | b    | d'   | f'   | a'   | b'   |
| blazen met schuif    | 1Cis | 1F   | 1Gis | Cis | Cis | F   | Gis | cis | cis | f   | gis | cis' | cis' | f'   | gis' | cis" |
| zuigen met schuif    | 1Dis | 1Fis | 1Ais | C   | Dis | Fis | Ais | c   | dis | fis | ais | c'   | dis' | fis' | ais' | d"   |

### Andere toonsoorten
In de voorbeelden hierboven werd steeds een mondharmonica getoond met de grondtoon C. Een diatonisch mondharmonica met grondtoon C is eigenlijk alleen geschikt voor spel in de toonsoort C, doordat de halve tonen ontbreken. Een chromatische mondharmonica heeft meer mogelijkheden, maar door de wijze waarop akkoorden worden gevormd, is het niet goed mogelijk van de toonsoort af te wijken. Er bestaan echter mondharmonica's met een andere grondtoon, bijvoorbeeld G.
Hieronder een schema voor een aantal andere diatonische mondharmonica's.

## Varia

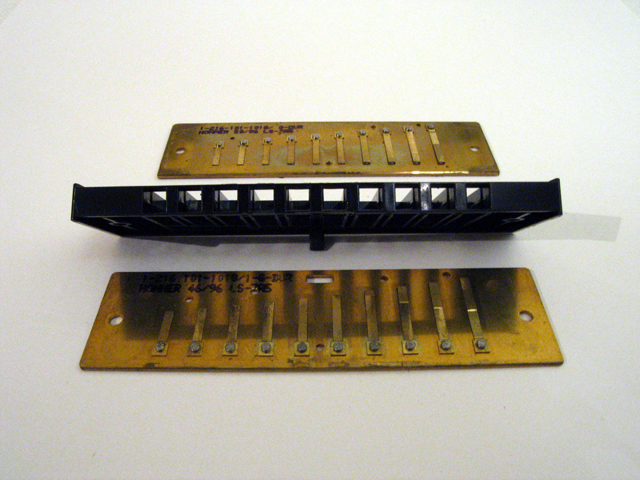
Inwendige van een mondharmonica

Door middel van speciale speltechnieken (zoals buigen en overblazen) kunnen ook de tussenliggende tonen worden geproduceerd op een diatonische mondharmonica.
De mondharmonica is een instrument dat over de hele wereld verspreid is, en het was het eerste instrument dat door mensen buiten de dampkring werd bespeeld (astronaut Wally Schirra tijdens Gemini VI, 1966). Ook Nederland kent veel mondharmonicaspelers, waarvan een aantal zich heeft verenigd. Enkele presidenten van de Verenigde Staten speelden mondharmonica, waaronder Theodore Roosevelt en Ronald Reagan.
Internationaal befaamde mondharmonicaspelers zijn onder anderen Toots Thielemans, Paul Butterfield, Charlie Musselwhite, Howlin' Wolf, Sonny Terry, John Mayall, Larry Adler en Little Walter. In Nederland zijn Jan Verwey, Hendrik Meurkens en Hermine Deurloo bekende harmonicaspelers.
Van beroemdheden als John Lennon, Alanis Morissette, Bruce Springsteen, Bob Dylan, Mick Jagger, Neil Young, Steven Tyler, Bono en Stevie Wonder is bekend dat zij regelmatig op de mondharmonica spelen of speelden. Ook Roger Daltrey, leadzanger van de Britse rockgroep The Who en David Gilmour, gitarist en zanger van de Britse band Pink Floyd, spelen in verscheidene nummers op de mondharmonica. Bas van Toor, beter bekend als de clown Bassie, speelt eveneens mondharmonica. Een andere bekende bespeler van het instrument is Thomas Acda, bekend van het duo Acda en De Munnik

## Bijzondere mondharmonica's

### Piccolomondharmonica
Een Piccolomondharmonica, of gewoon piccolo, is een klein soort mondharmonica met minder aanblaasgaten en tongen dan een 'gewone' mondharmonica. Het instrument wordt veelal slechts als ondersteuning of begeleiding bespeeld in mondharmonicaorkesten.

### Akkoordbegeleidingsmondharmonica
Een akkoordbegeleidingsmondharmonica is een mondharmonica waarop meestal op vier gaatjes tegelijk geblazen of gehaald wordt. Met blazen krijg je alle Majeur- en mineurakkoorden. Met halen (zuigen), septiem-, overmatige- en verminderde akkoorden. Het instrument wordt meestal gebruikt in combinatie met de basmondharmonica.

### Basmondharmonica
Een basmondharmonica is een mondharmonica die speciaal geconstrueerd is om losse tonen in het basregister te spelen. Het instrument wordt meestal in samenspel gebruikt, van trio's (denk aan het Hotcha Trio, The Multicats en het kwartet Fata Morgana) tot grote mondharmonicaorkesten. Op deze bas wordt alleen geblazen.

## Mondharmonicaorkesten
Er zijn twee verschillende soorten mondharmonicaorkesten:

### Diatonischeorkesten
De leden zijn meestal ingedeeld in diverse partijen waarbij men gebruikmaakt van meerdere diatonische instrumenten in verschillende toonsoorten.
De zogenaamde 'Wender' heeft zelfs zes verschillende instrumenten stervormig aan elkaar zitten, waardoor het veranderen van toonsoort snel en gemakkelijk plaatsvindt.

### Chromatischeorkesten
In meerdere partijen, soms wel 11 verschillende, wordt gebruikgemaakt van de chromatische mondharmonica. Voor de lage melodiestemmen zijn er de tenor mondharmonica's (met een bereik van 3 octaven) of de grotere met een bereik van 4 octaven. Voor de hogere stemmen worden ook kleinere chromatische mondharmonica's gebruikt.
Als ondersteuning worden de basmondharmonica en de akkoordbegeleidingsmondharmonica gebruikt.
De moeilijkheid van de muziek loopt van eenvoudige meezingers tot klassieke werken op hoog niveau, van vlotte entertainment tot speciaal gecomponeerde 'nieuwe' muziek.
Veel orkesten zijn aangesloten bij de NOVAM, de Nederlandse Organisatie voor Accordeon en Mondharmonica.

## De mondharmonica en de klassieke muziek
Er bestaat weinig literatuur over de mondharmonica en een klassieke orkest- of kamermuziekformatie.
Dit veranderde toen de mondharmonica met Toots Thielemans de status van soloconcertinstrument (1995: Concerto For Harmonica) kreeg. Een uitzondering was voor die tijd het Harmonica Concerto (1955) van Heitor Villa-Lobos.
Gordon Jacob schreef een Divertimento voor mondharmonica en strijkkwartet.
Van de Nederlandse componisten schreef Willem Strietman in 1975 een mondharmonicaconcert, getiteld O bonne douce France.

## Trivia
Ongebruikelijke benamingen voor de mondharmonica zijn smoelschuiver of zelfs bekmirakel.